# عبد الحي بليردوح
عبد الحي بليردوح (؟ - 19 نوفمبر 2002) مراسل صحفي جزائري كان يعمل مراسلاً لصحيفة الوطن في مدينة تبسة، عُرف بتحقيقاته الصحفية التي كان يكشف فيها عن الفساد في التجارة عبر الحدود الجزائرية-التونسية.
في 22 جويلية 2002 نشر عبد الحي بليردوح مقالا في يومية الوطن، يتحدث فيه عن الفساد حيث إتهم بعض المسؤولين بتبييض أموال مع الجماعات الإجرامية، وبعدها بأيام قليلة تعرض للاختطاف والتعذيب على يد عصابة مسلحة وثم أطلق سراحه. وفي يوم 19 نوفمبر 2002 عُثر عليه منتحراً.

## الجوائز
- في 25 مايو 2003، كرمّته منظمة الشفافية الدولية بجائزة النزاهة.[3]

## وصلات خارجية
- عبد الحي بليردوح على ويكيليكس